# Operação Catecismo
A Operação Catecismo foi um ataque aéreo britânico realizado na Segunda Guerra Mundial que afundou o couraçado alemão Tirpitz. Ele ocorreu em 12 de novembro de 1944 quando 29 bombardeiros Avro Lancaster atacaram o navio em seu ancoradouro próximo de Tromsø, na Noruega. A embarcação emborcou depois de ser atingida por pelo menos duas bombas e danificada pelas explosões de outras, com o número de mortos ficando entre 950 e 1 204 mortos.
A operação encerrou uma longa série de ataques aéreos e navais contra o Tirpitz que tinham a intenção de eliminar a ameaça que ele representava contra comboios Aliados para a União Soviética. O navio tinha sido levado para Tromsø em outubro após ter sido danificado em setembro na Operação Paravane. Este ataque fora realizado pelos Esquadrões Nº 9 e Nº 617 da Força Aérea Real, que tentaram atacar o Tirpitz novamente na Operação Obviar em outubro.
A Operação Catecismo reusou os planos da Operação Obviar e foi realizada pelos mesmos dois esquadrões. As aeronaves decolaram de bases no norte da Escócia e conseguiram localizar e atacar o couraçado devido às condições climáticas favoráveis. Os bombardeiros não foram interceptados por uma unidade de caças alemães porque estes não decolaram de uma base próxima em Tromsø à tempo. Um bombardeiro foi danificado por baterias antiaéreas terrestres.
O Tirpitz emborcou apenas minutos depois de ser atingido. Centenas de tripulantes foram resgatados da água por equipes de salvamento, porém poucos daqueles que ficaram presos no casco puderam ser salvos. Vários militares alemães enfrentaram cortes marciais e foram condenados por abandono do dever na defesa do navio. A destruição do Tirpitz foi celebrada nos países Aliados e na Noruega, sendo comemorada em memoriais e exibições em museus.

## Antecedentes
O couraçado alemão Tirpitz representava, desde o início de 1942, uma ameaça significativa aos comboios Aliados que atravessavam o  Mar da Noruega transportando suprimentos para a União Soviética. O navio ficava estacionado em diferentes fiordes no litoral da Noruega e era capaz de sobrepujar as forças de escolta designadas para os comboios ou até mesmo entrar no Oceano Atlântico. Consequentemente, os Aliados precisaram manter uma poderosa força de navios de guerra junto com a Frota Doméstica britânica a fim de fazer frente à ameaça da embarcação alemã, com navios capitais acompanhando a maioria dos comboios durante parte do caminho até a União Soviética.
| Tromsø Fiorde de Kå Lago Torne BardufossA região do norte da Noruega e áreas próximas da Suécia, Finlândia e União Soviética |

O Tirpitz foi atacado repetidas vezes por forças britânicas no decorrer dos anos. Bombardeiros pesados da Força Aérea Real realizaram quatro ataques fracassados contra o navio entre janeiro e abril de 1942 enquanto ele estava ancorado no Fiorde de Fætten. O couraçado ficou baseado no Fiorde de Kå, no norte da Noruega, a partir de março de 1943. Ele foi danificado seriamente em 22 de setembro durante a Operação Fonte, quando minissubmarinos da Marinha Real penetraram nas defesas da embarcação e colocaram explosivos em seu casco. Aeronaves decoladas de porta-aviões atacaram o Tirpitz em 3 de abril de 1944 na Operação Tungstênio, infligindo mais danos. Uma série de ataques posteriores oriundos de porta-aviões, incluindo a Operação Mascote em 17 de julho e a Operação Goodwood entre 22 e 29 de agosto, não foram bem-sucedidos.
O fracasso da Operação Goodwood levou à decisão de que mais ataques de porta-aviões seriam inúteis devido a insuficiências nas aeronaves da Marinha Real e em seus armamentos. Consequentemente, a responsabilidade por afundar o Tirpitz foi transferida para o Comando de Bombardeiros da Força Aérea Real. Os esquadrões de elite Nº 9 e Nº 617 atacaram o couraçado em 15 de setembro no Fiorde de Kå naquilo que foi designado como Operação Paravane. Esta empregou bombardeiros pesados Avro Lancaster armados com bombas Tallboy e minas "Johnnie Walker". A bomba Tallboy pesava 5,4 toneladas e tinha sido desenvolvida para destruir alvos bem blindados. A bomba era capaz de penetrar o convés blindado de um couraçado e explodir dentro da embarcação quando jogada de uma alta altitude. O Tirpitz foi atingido por uma única Tallboy durante o ataque que causou danos sérios à sua proa e o incapacitou para combate.
Como Tirpitz não podia ser consertado e forças soviéticas estavam avançando, o grande almirante Karl Dönitz, o comandante da Marinha de Guerra Alemã, ordenou que ele fosse transferido para Tromsø e usado como bateria imóvel a fim de defender a área de ataques. Dönitz esperava que isso fosse convencer os Aliados que o navio ainda representava uma ameaça. Um ancoradouro foi selecionado ao lado do litoral da ilha de Håkøya, onde acreditava-se que a água era rasa o bastante para impedir que o couraçado afundasse caso outro ataque fosse bem-sucedido. O Tirpitz chegou no local em 16 de outubro. Descobriu-se que a profundidade da água era maior do que o esperado, o que deixava a embarcação vulnerável a um emborcamento. Não era possível atracá-lo mais próximo do litoral por causa da necessidade de instalação de redes antitorpedo.
Aeronaves de reconhecimento da Força Aérea Real e da Marinha Real localizaram o Tirpitz em 18 de outubro. Os serviços de inteligência Aliados não conseguiram confirmar que o navio tinha sido desabilitado, assim foi considerado necessário realizar mais ataques contra ele. Os Esquadrões Nº 9 e Nº 267 atacaram o couraçado em 29 de outubro naquilo que foi designado de Operação Obviar. Este ataque foi um pouco mais simples de realizar do que a Operação Paravane, pois Tromsø estava ao alcance de bases da Força Aérea Real no norte da Escócia se os Lancaster fossem modificados. As aeronaves foram equipadas com tanques de combustível extras e motores mais potentes, enquanto suas torres de artilharia dianteira e superior do meio e as placas de blindagem do piloto foram removidas a fim de aumentar suas autonomias. A redução dos armamentos deixou os Lancaster muito vulneráveis a caças alemães, pois teriam que voar sem escolta já que nenhum caça britânico tinha a autonomia para chegar em Tromsø.
Os bombardeiros voaram norte sobre o Mar da Noruega durante a Operação Obviar e se encontraram sobre o Lago Torne no norte da Suécia. Isto violou a neutralidade sueca, mas permitiu que os aviões se aproximassem de Tromsø pelo sudeste. Os Aliados acreditavam que os alemães não esperariam um ataque vindo dessa direção. O tempo estava limpo durante a maior parte do voo, porém o Tirpitz foi coberto por neblina pouco antes dos Lancaster chegaram no ponto onde deveriam lançar suas Tallboy. Isto impossibilitou uma mira precisa do couraçado e as 33 aeronaves que participaram do bombardeio não acertaram o alvo. O navio foi levemente danificado por um quase acerto. Um dos Lancaster precisou fazer um pouso forçado na Suécia depois de ter sido danificado por disparos antiaéreos, enquanto os restantes conseguiram retornar para a base.

## Preparações

### Força Aérea Real
O Comando de Bombardeiros permaneceu determinado em afundar o Tirpitz o mais rápido possível, com preparações para um novo ataque começando logo depois da Operação Obviar. Um relatório emitido pela Divisão de Inteligência Naval da Marinha Real em 3 de novembro concluiu que ainda era necessário atacar o navio, argumentando que o couraçado poderia ser consertado e devolvido a um estado operacional caso não fosse perturbado e chegasse em algum porto grande. Mais ataques precisariam ocorrer dentro de 23 dias antes do início da noite polar, pois seria muito difícil encontrar o Tirpitz durante esse período. O Grupo Nº 5 da Força Aérea Real deu ordens em 3 de novembro para que o próximo ataque ocorresse dali dois dias e que reutilizasse os planos desenvolvidos para a Operação Obviar. O ataque foi designado como Operação Catecismo.
Duas aeronaves meteorológicas  de Havilland DH.98 Mosquito ficaram na base de Sumburgh a partir de 4 de novembro, de onde poderiam realizar surtidas diárias para monitorar as condições climáticas em Tromsø. No mesmo dia, vinte Lancaster do Esquadrão Nº 9 e dezenove do Esquadrão Nº 617 foram para campos de pouso no norte da Escócia em preparação para a operação. Um aviso de temporal foi emitido na mesma noite e o ataque foi cancelado na manhã do dia 5. Os dois esquadrões voltaram para suas bases. Os esquadrões foram designados novamente para a Escócia em 7 de novembro, porém logo retornaram para as bases quando o ataque foi cancelado outra vez.
As tripulações de Lancaster foram instruídas sobre outro ataque em 10 de novembro. Os dois esquadrões foram para o norte da Escócia no dia seguinte, quando relatórios meteorológicos indicaram que o clima estaria limpo sobre Tromsø por até dois dias. As aeronaves foram dividas entre as bases de Kinloss, Lossiemouth e Milltown.

### Tirpitz

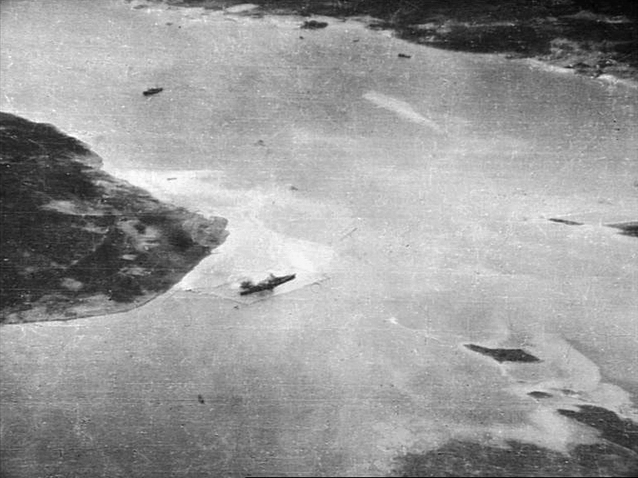
O Tirpitz atracado próximo da ilha de Håkøya em novembro de 1944

As defesas do Tirpitz foram fortalecidas depois da Operação Obviar. Armas antiaéreas extras foram colocadas na área de Tromsø e redes antitorpedo erguidas ao redor do couraçado. Isto aumentou a proteção proporcionada pelos navios antiaéreos Nymphe e Thetis e por várias baterias antiaéreas instaladas no litoral. Operações de dragagem para reduzir o nível da água embaixo do casco do navio começaram em 1º de novembro e os trabalhos tinham prosseguido até pelo menos a metade até o dia 12. Geradores de fumaça tinham anteriormente protegido o Tirpitz no Fiorde de Kå e ainda estavam sendo instalados na época da Operação Catecismo, assim não estavam operacionais. Em seus lugares, sete barcos pesqueiros equipados com geradores de fumaça foram colocados próximos do couraçado; entretanto, estes não eram capazes de gerar uma cortina de fumaça capaz de cobrir o Tirpitz completamente.
A tripulação do navio continuou seus exercícios de treinamento regulares e permaneceu preocupada sobre mais ataques aéreos. O capitão de mar Wolf Junge, o oficial comandante do Tirpitz, deixou a embarcação em 4 de novembro. Ele foi substituído pelo capitão de mar Robert Weber, o oficial executivo. Este acreditava que os dias ficariam curtos o bastante para impedirem ataques aéreos dentro de três semanas. Aproximadamente 1,7 mil homens permaneciam a bordo do couraçado em 12 de novembro.
Uma força de 38 caças foi transferida para a cidade de Bardufoss depois da Operação Obviar a fim de fortalecer as defesas aéreas da região de Tromsø. Essas aeronaves faziam parte do 5º Grupo de Ataque e estavam sob o comando temporário do major Heinrich Ehrler. A unidade tinha sido evacuada de Kirkenes, no extremo nordeste da Noruega, enquanto forças soviéticas avançavam para a área e estava desorganizada na época da Operação Catecismo. A maioria dos pilotos em Bardufoss era inexperiente e mal treinados, com a unidade não tendo sido propriamente instruída sobre a presença do Tirpitz na área. Ehrler chegou em Bardufoss no dia 9 de novembro no caminho para o vilarejo de Alta, porém decidiu permanecer até a manhã do dia 12 para supervisionar um programa de treinamento de emergência para os pilotos de caça.

## Ataque

### Partida
A decisão de lançar a Operação Catecismo foi tomada nas primeiras horas de 12 de novembro. Uma previsão do tempo emitida na tarde do dia 11 indicou que nuvens poderiam ser encontradas sobre a Noruega. Um dos Mosquito voou sobre a área ao entardecer e sua tripulação relatou encontrar algumas formações de nuvens ao retornarem para a Escócia depois da meia-noite de 11 para 12 de novembro. Mesmo assim, o comodoro Ralph Cochrane, o comandante do Grupo Nº 5, decidiu tentar outro ataque na esperança que os bombardeiros encontrassem condições limpas sobre Tromsø. O plano foi o mesmo usado na Operação Obviar, com a força de ataque usando rotas idênticas.
Um total de 32 Lancaster foram enviados: o Esquadrão Nº 617 contribuiu com dezessete e o Esquadrão Nº 9 com treze. Havia também um Lancaster equipado como câmeras de filmagens do Esquadrão Nº 463 da Força Aérea Real Australiana, assim como tinha ocorrido nas Operações Paravane e Obviar. Sua tarefa era coletar materiais para filmes de propaganda. Sete Lancaster do Esquadrão Nº 9, incluindo aquele de seu oficial comandante, comandante de ala James Bazin, não puderam participar, pois não puderam ser limpos em tempo da neve e gelo que acumularam à noite. Os aviões do Esquadrão Nº 617 decolaram entre 2h49min e 3h25min e os do Esquadrão Nº 9 entre 3h00min e 3h35min. A aeronave do líder de esquadrão Bill Williams, o segundo em comando, esteve entre aquelas capazes de decolar e ele assumiu o comando da unidade.
Os Lancaster voaram individualmente. Eles cruzaram o litoral norueguês entre os vilarejos de Mosjøen e Namsos, assim como na Operação Obviar, onde um buraco na cobertura de radar alemã fora descoberto. Vários bombardeiros voaram muito para o norte e entraram no alcance de radares alemães. A força se encontrou sobre o Lago Torne. Depois de duas ao redor do lago, o comandante de ala James Brian Tait, o oficial comandante do Esquadrão Nº 617, disparou uma pistola sinalizadora de sua aeronave para indicar que seguissem para Tromsø. Dois Lancaster do Esquadrão Nº 9 não conseguiram chegar no Lago Torne em tempo e voltaram para a base sem atacarem.

### Aproximação
A força de ataque seguiu para o noroeste em direção de Tromsø e subiu para uma altitude de 4,3 mil metros a fim de passar pelas montanhas no decorrer da fronteira entre a Suécia e Noruega. Eles foram guiados por sinais de rádio transmitidos por um agente da resistência norueguesa que ficava localizado próximo da fronteira dos dois países. Os dois esquadrões se arrumaram em formações pouco definidas antes de chegarem em Tromsø. O Esquadrão Nº 617 liderou o ataque, seguido pelo Esquadrão Nº 9. Os Lancaster ficaram agrupados em grupos de quatro a seis aeronaves que voaram em altitude entre 4,3 e 4,6 mil metros. A aeronave de filmagem do Esquadrão Nº 463 aproximou-se a uma altitude de 1,8 mil metros e depois abaixou para 610 metros com o objetivo de evitar os disparos antiaéreos no início do ataque.
As forças alemães em Tromsø não responderam adequadamente aos vários avisos de bombardeiros britânicos em aproximação. Vários postos de observação na área avistaram os Lancaster entre 7h39min e 8h50min. Como a primeira aeronave avistada estava voando para o leste, achou-se que ela poderia estar na verdade seguindo para a União Soviética. O Tirpitz não foi informado desses relatos até às 8h15min e pouquíssimos relatos foram repassados para o destacamento do 5º Grupo de Ataque em Bardufoss. O alarme de ataque aéreo do couraçado foi acionado às 8h51min e Weber informou à tripulação sete minutos depois que um ataque era uma possibilidade.
O Tirpitz contatou Bardufoss por volta das 9h15min para pedir o envio de caças. Isto era muito tarde para qualquer um chegar em Tromsø antes dos bombardeiros. O comando local de Luftwaffe ordenou às 9h18min que caças fosse mobilizados. Vários atrasos fizeram com que as aeronaves só começassem a decolar de Bardufoss aproximadamente às 9h32min. Ehrler foi o primeiro a decolar, porém os outros foram atrasados vários minutos devido a aeronaves pousando na pista. Ehrler seguiu para Tromsø sozinho, porém não conseguiu localizar os britânicos antes deles atacarem. Não está claro para onde os outros caças foram enviados. Um relatório pós-ataque afirmou que foram enviados para a fronteira com a Suécia, outro que seguiram para o Fiorde de Kå e dois pilotos falaram que chegaram em Tromsø depois do Tirpitz ter sido afundado.
As condições climáticas sobre Tromsø continuaram limpas quando a força de ataque chegou na área. Tait avistou o Tirpitz a 32 quilômetros de distância e depois comentou que ele "jazia agachado e escurecido no meio de suas redes de torpedo como uma aranha em sua teia, silhueta contra as brilhantes águas azuis e verdes do fiorde".

### Fim doTirpitz
O Tirpitz disparou os primeiros tiros da batalha às 9h38min, quando abriu fogo contra os bombardeiros com seus canhões de 380 milímetros a uma distância de 22 quilômetros. Ele disparou projéteis de fragmentação temporizados projetados para barragem antiaérea. Outras armas antiaéreas dispararam contra os Lancaster enquanto aproximavam-se, porém isso não os atrapalhou. Nenhuma cortina de fumaça estava presente enquanto as aeronaves voavam para o noroeste até suas posições de bombardeio.
O ataque começou às 9h41min. O avião de Tait foi o primeiro a soltar a sua Tallboy, que acertou. O Esquadrão Nº 617 completou sua ataque às 9h44min, com todas as aeronaves soltando suas bombas. O Esquadrão Nº 9 começou a soltar suas bombas às 9h45min. Nesse momento o navio já estava pegando fogo e coberto por fumaça. A última bomba foi soltada às 9h49min.
O Tirpitz foi atingido por duas Tallboys que penetraram seu convés blindado. Uma atingiu na proa a bombordo da segunda torre de artilharia, porém não explodiu. A outra, jogada pela aeronave de Tait, atingiu à meia-nau de bombordo perto dos trilhos da catapulta de hidroaviões e explodiu sobre a sala das caldeiras. A explosão causou danos que levaram a enormes inundações e incêndios pelo navio, que rapidamente adernou de quinze a vinte graus para bombordo. Várias outras bombas detonaram próximas do Tirpitz, o que causou mais danos e inundações. Essas explosões também criaram crateras embaixo do couraçado e desfizeram boa parte do cascalho que tinha sido jogado. Outra Tallboy provavelmente acertou; o historiador John Sweetman afirmou que essa bomba ricocheteou na lateral do casco, porém os historiadores William H. Garzke e Robert O. Dulin escreveram que ela provavelmente penetrou o convés próximo da terceira torre de artilharia na popa e iniciou um incêndio próximo depósito de munição ou pólvora. Quase todos os acertos e quase acertos foram a bombordo do Tirpitz, o que o desestabilizou e fez com que seu adernamento piorasse rapidamente. Muitos dos tripulantes operando as armas antiaéreas foram mortos ou feridos pelas bombas, diminuindo o volume total de fogo antiaéreo disparado contra os Lancaster.
Weber, após o acerto da primeira bomba, ordenou que a tripulação evacuasse a cidadela blindada e tentasse combater as inundações. Ele esperava que o Tirpitz não afundaria, apesar do adernamento, porque a água embaixo do casco era muito rasa. Contra inundações mostraram-se impossíveis porque os controles para os sistemas necessários tinham sido abandonados, mas o volume de água entrando no navio era de qualquer forma muito maior do que elas seriam capazes de combater. Weber ordenou que os conveses inferiores fossem evacuados às 9h45min, momento em que o adernamento já estava entre trinta e quarenta graus. O depósito de munição da terceira torre de artilharia explodiu às 9h50min, causando danos enormes. O adernamento aumentou rapidamente e o couraçado logo ficou completamente de lado. Weber então deu ordens para abandonar o navio. O Tirpitz continuou a adernar até emborcar às 9h52min. Quase mil tripulantes já tinham sido mortos ou ainda estavam presos dentro do casco.
As tripulações de vários Lancaster observaram o Tirpitz emborcar. A aeronave de filmagens do Esquadrão Nº 463 fez uma última passada sobre o navio a uma altitude de apenas quinze metros para filmar o evento. Um avião Mosquito de reconhecimento voou sobre a região de Tromsø pouco depois das 11h00min e fotografou os destroços. O agente norueguês Egil Lindberg do Serviço Secreto de Inteligência também enviou relatórios de rádio de Tromsø confirmando que o couraçado tinha afundado.

## Pós-ataque

### Retorno à base
Um dos Lancaster do Esquadrão Nº 9 foi seriamente danificado por disparos antiaéreos e seu piloto decidiu tentar um pouso forçado na Suécia. A tripulação conseguiu fazer contato com uma unidade da Força Aérea Sueca operando em um pequeno campo de pouso em Naisjärv, que se prepararam para receber o bombardeiro. Um dos motores da aeronave parou de funcionar enquanto tentavam pousar e o piloto foi forçado a fazer um pouso de barriga em um campo próximo do vilarejo. Nenhum dos tripulantes se feriu durante o ataque ou na queda e todos foram internados pelo governo sueco. Eles foram posteriormente repatriados para o Reino Unido.

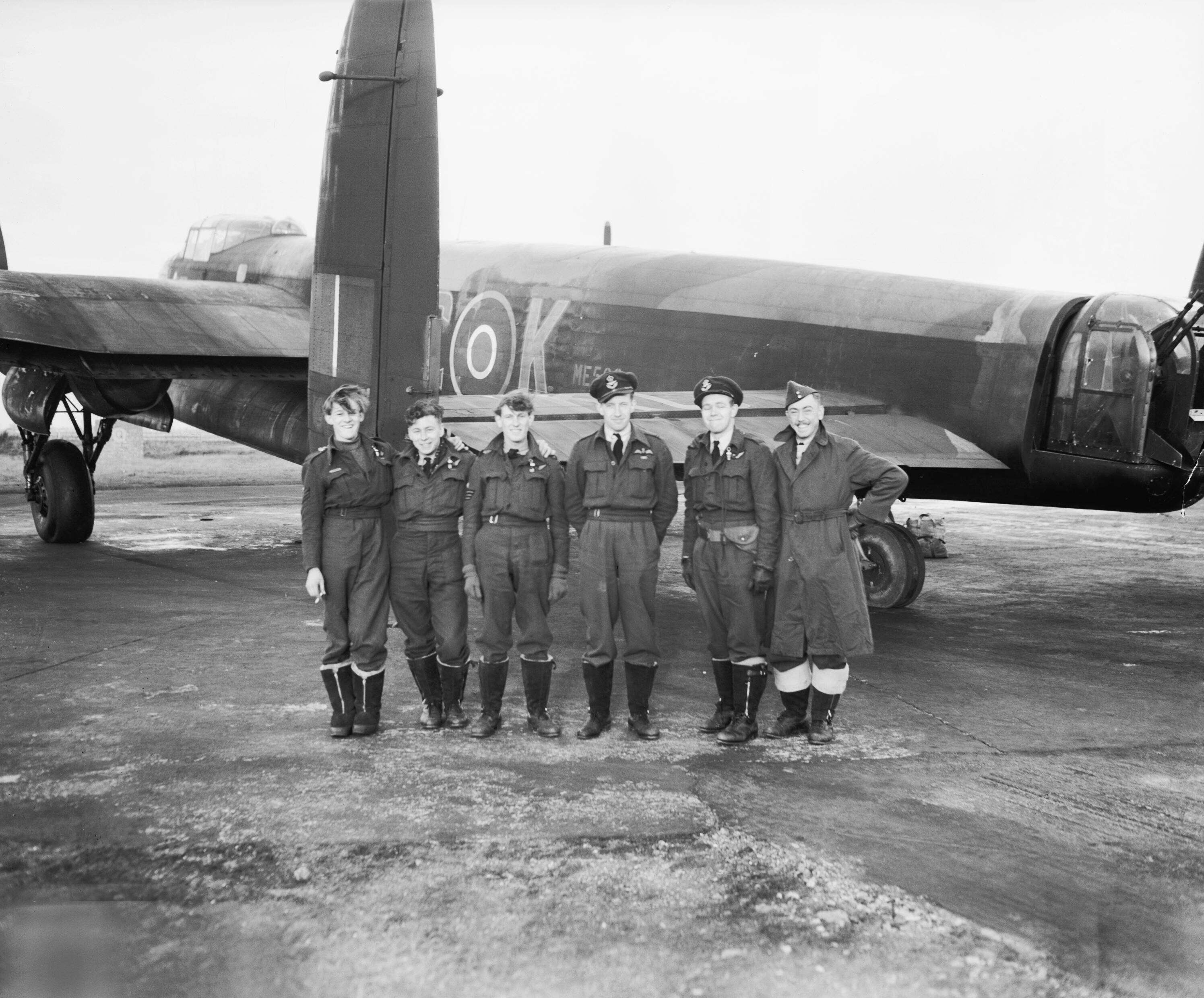
O Esquadrão Nº 617 pouco depois de retornarem da Operação Catecismo

Os voos de retorno dos outros Lancasters foram complicados por ventos adversos. Muitos foram forçados a desviar para campos de pouso alternativos devido a níveis baixos de combustível, mas todos conseguiram pousar em segurança durante a tarde de 12 de novembro. Dois Lancasters pousaram na base de Banff, um dos quais ainda carregando sua Tallboy, que tinha ficado presa. A aeronave taxiou até parar e a tripulação desembarcou, com a Tallboy se soltando momentos depois e rachando o concreto da pista. O avião de filmagens do Esquadrão Nº 463 voou para sua base em Waddington, onde seu piloto se reportou diretamente ao comodoro Cochrane. Os dois esquadrões de bombardeiros retornaram para suas devidas bases no decorrer dos dois dias seguintes.
Nos dias após o ataque, os aviadores receberam congratulações do rei Jorge VI, do primeiro-ministro Winston Churchill, do Gabinete de Guerra e outros oficiais. Todos eles também receberam uma licença de 48 horas. Churchill recebeu congratulações de seus colegas líderes Aliados, Franklin D. Roosevelt dos Estados Unidos e Josef Stalin da União Soviética. O Ministério do Ar emitiu um comunicado em 13 de novembro anunciando o afundamento do Tirpitz, o que levou a histórias comemorativas em muitos jornais britânicos do dia seguinte. A história também foi muito relatada em outros países. Tait e Williams viajaram para Londres em 14 de novembro para uma conferência de imprensa. Os dois também deram entrevistas: Tait descreveu o ataque em uma transmissão da BBC e Williams falou com o correspondente norte-americano Edward R. Murrow da CBS. O sucesso da Operação Catecismo gerou celebrações em países Aliados. O Tirpitz era visto como um símbolo do regime nazista e seu naufrágio proporcionou mais evidências de que a guerra aproximava-se do fim. Tait, no particular, era cético sobre o valor da operação e depois comentou em seus documentos pessoais que ela "não tinha contribuído muito para a vitória Aliada", pois o danificado couraçado não presentava uma ameaça.
Muitos dos aviadores foram condecorados por seus papéis no ataque. Cochrane recomendou Tait para a Cruz Vitória, algo apoiada pelo apoiado pelo marechal do ar sir Arthur Harris, o chefe do Comando de Bombardeiros, porém a medalha não foi entregue. Em vez disso, Tait recebeu uma terceira barra para sua Ordem de Serviços Distintos. A citação reconheceu sua "bravura conspícua e extrema devoção ao dever diante do inimigo, exemplificada constantemente por um longo período de voo operacional" e o papel que exerceu na liderança de três ataques contra o Tirpitz. Outros dois pilotos receberam a Ordem de Serviços Distintos e seis aviadores a Cruz de Voo Distinto.
O naufrágio do Tirpitz liberou diversos recursos Aliados para serem empregados em outros frontes da guerra. Mais da metade da Frota Doméstica foi transferida e colocada para servir em outros locais, incluindo muitos navios enviados para o Oceano Pacífico a fim de enfrentar as forças restantes do Japão.

### Esforços de resgate

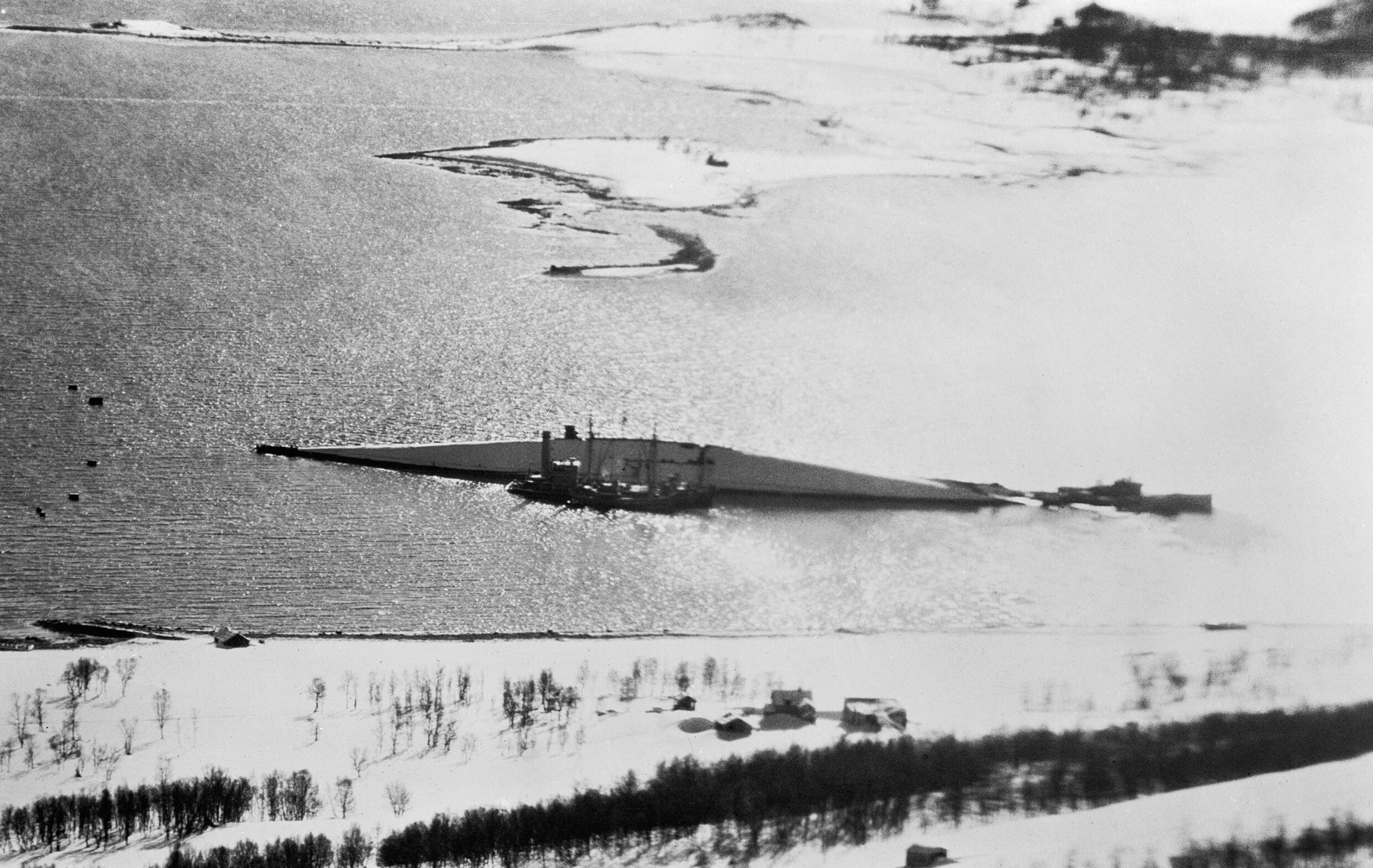
O Tirpitz emborcado depois do ataque

As forças alemãs na área de Tromsø correram para resgatar os membros sobreviventes da tripulação do Tirpitz. Em duas horas, 596 homens nadaram até o litoral ou foram resgatados da água. Outros ficaram presos em bolsões de ar dentro do navio. Estes homens estariam condenados a menos que conseguissem se mover até aquilo que fora o fundo do couraçado e fossem resgatados antes que o suprimento de ar acabasse. Equipes de marinheiros subiram no casco logo depois do Tirpitz emborcar e pintaram marcas em locais que ouviram sinais de vida. Maçaricos de acetileno eram necessários para cortar o casco grosso e nenhum estava disponível inicialmente. Civis noruegueses locais que possuíam maçaricos os esconderam, com apenas um tendo sido achado. Oitenta e sete homens foram resgatados de dentro do casco durante as primeiras 24 horas após o ataque. Cortes do casco continuaram por mais dois dias e foi abandonado quando foi avaliado que o suprimento de oxigênio dentro dos destroços já tinham acabado. Nenhum sobrevivente foi resgatado durante esse período. Estimativas do número de mortos variam, ficando comumente entre 940 e 1 204. Weber e todos os oficiais sêniores estavam entre os mortos.
Muitos civis noruegueses em Tromsø ficaram contentes com o naufrágio, não menos porque significou o fim da ordem exigindo que acomodassem membros da tripulação em suas casas. Vários dos civis que mostraram satisfação em público foram presos pela Gestapo. Outros ficaram tristes pelo modo como os tripulantes morreram.
Trabalhos de desmontagem dos destroços do Tirpitz começaram assim que os esforços de resgate terminaram e continuaram até o final da década de 1950. Equipes alemãs removeram as três hélices de bronze e alguns outros componentes antes do fim da guerra para que fossem derretidos e usados para outros fins. Os destroços foram vendidos em 1948 para uma companhia de desmontagem norueguesa e ele foi desmontado no local. Os trabalhos de desmontagem terminaram em 1957, quando a maior parte do couraçado tinha sido removida. Restos humanos que foram recuperados dos destroços foram inicialmente enterrados junto com partes indesejadas do Tirpitz, porém isto parou depois de reclamações do pastor de uma igreja local. Os restos de centenas de outros tripulantes foram enterrados em cemitérios noruegueses.

## Consequências

### Alemãs
A perda do Tirpitz foi um desastre para as unidades alemãs no norte da Noruega. Além da grande perda de vidas, a destruição do couraçado deixou a Marinha de Guerra sem navio capital algum para ameaçar as rotas de comboios Aliados. Ehrler e várias outras pessoas designadas para postos de observação, armas antiaéreas e navios foram presos e colocados em cortes marciais. Ehrler foi condenado em relação a deixar a sala de operações de sua unidade sob o comando de um suboficial em 12 de novembro. Foi sentenciado a três anos de prisão, porém foi solto depois de um mês e rebaixado. Ele foi morto em combate em 4 de abril de 1945. Muitos comentaristas e membros do 5ª Grupo de Ataque achavam que Ehrler fora tratado como bode expiatório. Dönitz também ordenou que um inquérito ocorresse sobre o motivo do couraçado ter emborcado. O inquérito concluiu que "a profundidade real do ancoradouro preparado não estava em conformidade com os requisitos e instruções do comandante chefe".
Não está claro porque os caças em Bardufoss fracassaram em defender o Tirpitz. Muitos dos documentos relevantes foram destruídos e os relatos de sobreviventes são às vezes contraditórios. Sweetman achou que a falha se deu pela ordem de interceptar os bombardeiros ter sido emitida muito tarde, além da falta de planos claros para coordenar a defesa. Ele atribuiu a primeira aos atrasos em reconhecer que os bombardeiros estavam rumando para o couraçado, além de redes de comunicação insuficientes que diminuíram a velocidade de repasse dessa informação. Por exemplo, não era possível que pessoal da Marinha de Guerra passasse informações diretamente para seus equivalentes na Luftwaffe, pois as mensagens precisavam ser enviadas por canais de serviço único e só poderiam ser transmitidas entre ramos de serviço em níveis mais elevados. O historiador Daniel Knowles chegou a uma conclusão similar, chamando as defesas do Tirpitz de "caóticas" devido à comunicação ruim entre o navio e Bardufoss.

### Britânicas

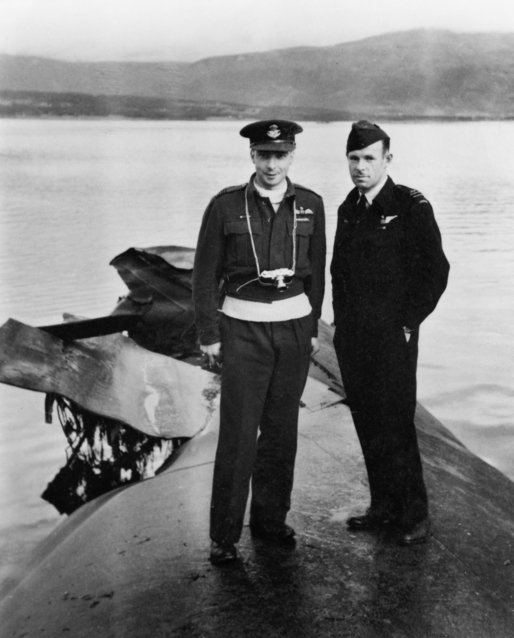
James Brian Tait com um oficial australiano nos destroços do Tirpitz em 1945

Os britânicos realizaram várias análises do ataque. O quartel-general do Grupo Nº 5 investigou em dezembro de 1944 a precisão do bombardeio. A análise revelou que o Esquadrão Nº 617 fora muito mais preciso no ataque do que o Esquadrão Nº 9, possivelmente pelo fato dos artilheiros do segundo terem colocado uma velocidade do ar incorreta em seus miras de bomba. A superior Mira de Bomba Automática Estabilizada instalada nas aeronaves do Esquadrão Nº 617 também pode ter sido um fator que contribui para a diferença na precisão.
Uma equipe da Força Área Real viajou para a Noruega a fim de investigar as causas do naufrágio nos dias 21 e 22 de maio de 1945, semanas após o fim da guerra na Europa. Eles inspecionaram os destroços do couraçado e entrevistaram oficiais alemães. A equipe salientou em seu relatório que os danos infligidos ao navio nas Operações Fonte e Paravane nunca tinham sido totalmente consertados. Eles concluíram que o Tirpitz tinha sido acertado diretamente por duas Tallboys. Uma equipe do Diretório de Construção Naval da Marinha Real também inspecionou os destroços entre 4 de setembro e 14 de outubro do mesmo ano, além de entrevistar testemunhas do ataque. Esta equipe achou que a embarcação emborcou rapidamente por conta de falhas de projeto e pelas comportas estanques que dividiam os compartimentos terem sido deixadas abertas durante a evacuação. Sweetman comentou que "não houve, consequentemente, uma única causa para a perda do Tirpitz", pois ela foi o resultado da combinação de dois acertos diretos, o dano infligido por cinco quase acertos e problemas no projeto do couraçado.

## Historiografia

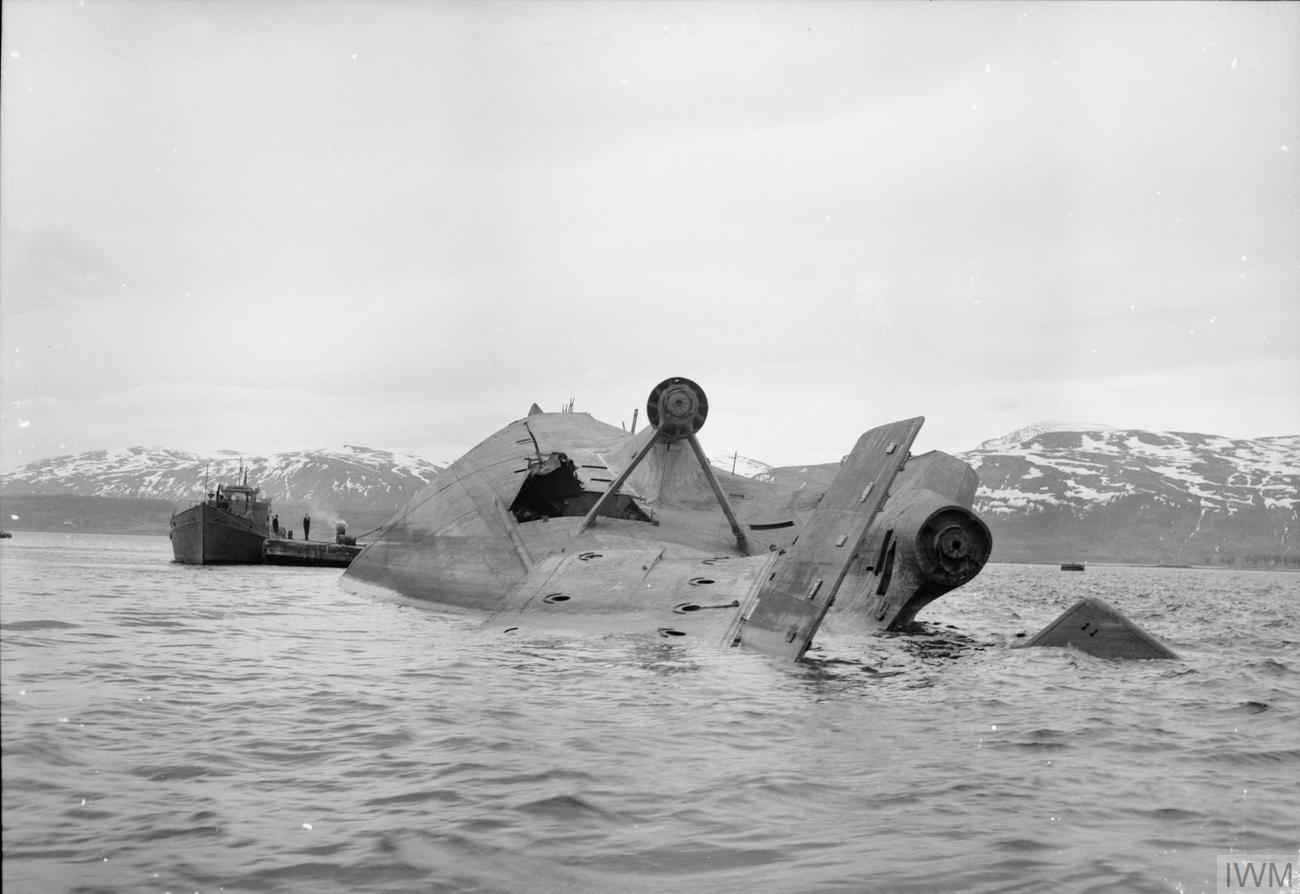
Os destroços emborcados do Tirpitz

Os historiadores tem opiniões diferentes sobre se os ataques finais contra o Tirpitz eram necessários. Angus Konstam escreveu que o couraçado não representava ameaça alguma para os comboios Aliados a partir de abril de 1944 devido aos danos infligidos nas Operações Fonte e Tungstênio. Ele argumentou que os ataques posteriores foram motivados por Churchill e outros membros do Gabinete de Guerra nutrirem uma "obsessão" com a destruição do navio e que as Operações Obviar e Catecismo foram realizadas principalmente por motivos de propaganda. Patrick Bishop observou que "o zelo da perseguição, promovida por Churchill, parece excessiva hoje, porém tempos de guerra criaram suas próprias dinâmicas", além de que a Operação Catecismo pouco contribuiu para o fim da guerra. Similarmente, Niklas Zetterling e Michael Tamelander julgaram que apesar "dos britânicos não estarem totalmente cientes que os alemães tinham descartado o Tirpitz como arma ofensiva no outono de 1944, seus esforços finais parecem quase superzelosos". A história oficial da inteligência britânica na Segunda Guerra Mundial afirma que o uso que Dönitz deu ao couraçado para prender recursos Aliados fora bem-sucedido e que "em seus últimos dias ele se destacou brevemente" nessa função.
Outros acharam que os ataques eram justificados. Sweetman afirmou que apesar dos serviços de inteligência Aliados erraram ao acreditarem que o Tirpitz poderia ser reparado e retornado ao serviço, a liderança Aliada agiu corretamente a partir das informações disponíveis ao ordenar novos ataques. John Ellis chegou a uma conclusão parecida e também argumentou que as Operações Obviar e Catecismo eram justificadas, pois contribuíram para manter a campanha de enganação Fortitude Norte, que levou os alemães a manterem forças terrestres na Noruega por acreditarem erroneamente que os Aliados planejavam desembarques anfíbios na área. O contra-almirante William H. Langenberg da Marinha dos Estados Unidos julgou que "devido sua importância estratégica, todas as tentativas Aliadas de incapacitar ou afundar o Tirpitz foram justificadas".
Há um consenso que a ação foi bem executada por parte das forças Aliadas enquanto as forças alemãs falharam no momento decisivo. Konstam comentou que as Operações Paravane, Obviar e Catecismo foram "bem planejadas e realizadas" e "proporcionaram um bom final para o que tinha sido uma campanha área longa e por muitas vezes tortuosa". Sweetman disse que as aeronaves e bombas disponíveis para a Marinha Real poderiam ter destruído o Tirpitz "com sorte", mas a combinação do muito capacitado bombardeiro Lancaster e a poderosa bomba Tallboy da Força Aérea Real eram mais adequados para essa tarefa, pois removia "qualquer elemento de sorte, contato que precisão pudesse ser obtida". Bishop afirmou que a tripulação do couraçado "cumpriu seu dever e defendeu seu navio até o final", porém a Luftwaffe tinha falhado. Jan Forsgren salientou que a falta de atenção que o alto comando alemão deu às defesas do Tirpitz foi "bastante notável" visto os ataques britânicos anteriores.

## Comemorações
Os Esquadrões Nº 9 e Nº 617 possuem uma duradoura rivalidade sobre qual unidade merece o crédito pelo naufrágio do Tirpitz. O governo norueguês presenteou a Força Aérea Real em 1950 com um pedaço de uma antepara removida dos destroços do navio em que sua tripulação tinha pintado uma representação do couraçado. Esta foi inicialmente deixada em exibição na base de Binbrook, da qual os dois esquadrões tinham operado durante períodos da Segunda Guerra Mundial, porém ela foi logo roubada por pessoal do Esquadrão Nº 9 e instalada no quartel-general da unidade. Pelos cinquenta anos seguintes os dois esquadrões realizaram elaboradas operações para roubar a antepara um do outro. Ela por fim foi entregue ao Museu da Força Aérea Real em 2002 e está atualmente em exposição no Museu da Força Aérea Real de Londres.
O principal memorial para o Tirpitz é uma pequena laje de granito no cemitério de Ehrenfriedhof, em Wilhelmshaven, em memória ao navio e aos marinheiros que morreram a bordo. Os sobreviventes do couraçado realizavam uma cerimônia na capela do cemitério anualmente em 12 de novembro até pelo menos 2014. O Museu Tirpitz no Fiorde de Kå abriga itens e fotografias associadas ao navio. Outros itens removidos dos destroços estão em exibição em Tromsø e em outros museus ao redor do mundo. Algumas das placas de blindagem foram vendidas para a Administração de Rodovias Públicas Norueguesas, que até hoje as usa para cobrir escavações em rodovias da região de Oslo. Os restos do Tirpitz que permanecem nas águas ao lado de Håkøya foram registrados como área protegida e são tratados como um túmulo de guerra.

### Citações
1. ↑  Ellis 1999, pp. 294–295.
2. ↑  Bennett 2012, p. 9.
3. ↑  Faulkner & Wilkinson 2012, p. 109.
4. 1 2  Konstam 2018, p. 6.
5. ↑  Bennett 2012, pp. 13–14.
6. ↑  Bennett 2012, p. 15.
7. ↑  Konstam 2018, p. 7.
8. 1 2 3  Bennett 2012, p. 19.
9. ↑  Roskill 1961, p. 161.
10. ↑  Sweetman 200, pp. 85, 89.
11. ↑  Konstam 2018, p. 16.
12. ↑  Sweetman 2000, p. 121.
13. ↑  Bishop 2012, pp. 340–341.
14. ↑  Bishop 2012, p. 341.
15. 1 2  Konstam 2018, p. 77.
16. ↑  Sweetman 2000, p. 123.
17. ↑  Sweetman 2000, p. 125.
18. ↑  Zetterling & Tamelander 2009, pp. 296–297.
19. ↑  Sweetman 2000, pp. 126–127.
20. ↑  Forsgren 2014, p. 113.
21. ↑  Konstam 2018, p. 81.
22. ↑  Sweetman 2000, p. 126.
23. ↑  Konstam 2018, pp. 80–82.
24. ↑  Sweetman 2000, pp. 132–134.
25. ↑  Sweetman 2000, p. 132.
26. ↑  Roskill 1961, p. 168.
27. 1 2 3 4  Sweetman 2000, p. 137.
28. ↑  Forsgren 2014, p. 123.
29. 1 2 3 4  Sweetman 2000, p. 138.
30. 1 2 3  Konstam 2018, p. 82.
31. ↑  Konstam 2018, p. 79.
32. 1 2  Forsgren 2014, p. 126.
33. ↑  Forsgren 2014, p. 124.
34. ↑  Bishop 2012, p. 350.
35. ↑  Knowles 2018, p. 270.
36. ↑  Forsgren 2014, p. 122.
37. ↑  Zetterling & Tamelander 2009, p. 307.
38. 1 2 3 4 5  Bishop 2012, p. 352.
39. 1 2 3  Konstam 2018, p. 83.
40. 1 2  Konstam 2018, p. 89.
41. ↑  Forsgren 2014, p. 125.
42. 1 2  Sweetman 2000, p. 139.
43. 1 2  Zetterling & Tamelander 2009, p. 305.
44. 1 2  Bishop 2012, p. 364.
45. ↑  Zetterling & Tamelander 2009, pp. 298, 305.
46. ↑  Forsgren 2014, pp. 127–128.
47. 1 2  Bishop 2012, p. 354.
48. ↑  Nichol 2015, p. 259.
49. ↑  Forsgren 2014, p. 128.
50. ↑  Forsgren 2014, p. 129.
51. ↑  Sweetman 2000, pp. 157–159.
52. 1 2 3 4  Brown 1977, p. 43.
53. ↑  Bishop 2012, p. 355.
54. ↑  Konstam 2018, p. 84.
55. ↑  Sweetman 2000, p. 142.
56. 1 2 3  Garzke & Dulin 1985, p. 272.
57. ↑  Sweetman 2000, p. 149.
58. 1 2 3 4  Konstam 2018, p. 85.
59. 1 2  Forsgren 2014, p. 136.
60. ↑  Sweetman 2000, p. 167.
61. ↑  Nichol 2015, pp. 261–262.
62. ↑  Garzke & Dulin 1985, pp. 273–274.
63. ↑  Sweetman 2000, p. 140.
64. ↑  Nichol 2015, p. 263.
65. 1 2 3  Sweetman 2000, p. 146.
66. 1 2  Sweetman 2000, p. 144.
67. ↑  Forsgren 2014, pp. 145–147.
68. 1 2  Sweetman 2000, p. 145.
69. ↑  Chorlton 2010, p. 22.
70. ↑  Nichol 2015, p. 271.
71. 1 2  Forsgren 2014, p. 144.
72. ↑  Sweetman 2000, p. 147.
73. ↑  Forsgren 2014, p. 145.
74. 1 2  Bishop 2012, p. 370.
75. 1 2  Nichol 2015, p. 273.
76. ↑  Bishop 2012, p. 371.
77. ↑   «Air Ministry, 9th January, 1945». The London Gazette (36883). 5 de janeiro de 1945. p. 273
78. ↑  Knowles 2018, p. 281.
79. ↑  Nichol 2015, p. 267.
80. 1 2 3 4  Bishop 2012, p. 362.
81. ↑  Zetterling & Tamelander 2009, p. 321.
82. ↑  Nichol 2015, p. 266.
83. 1 2 3  Forsgren 2014, p. 137.
84. ↑  Sweetman 2000, p. 152.
85. 1 2  Forsgren 2014, p. 141.
86. ↑  Forsgren 2014, p. 149.
87. ↑  Forsgren 2014, p. 154.
88. ↑  Ellis & Warhurst 1968, p. 129.
89. 1 2  Sweetman 2000, p. 160.
90. ↑  Sweetman 2000, pp. 156–157.
91. ↑  Sweetman 2000, p. 156.
92. ↑  Sweetman 2000, pp. 164–165.
93. ↑  Sweetman 2000, p. 157.
94. ↑  Sweetman 2000, p. 159.
95. ↑  Knowles 2018, p. 272.
96. ↑  Sweetman 2000, pp. 150–151.
97. ↑  Sweetman 2000, pp. 165–167.
98. ↑  Sweetman 2000, pp. 167–168.
99. ↑  Sweetman 2000, p. 168.
100. ↑  Konstam 2018, pp. 88–89.
101. ↑  Zetterling & Tamelander 2009, p. 327.
102. ↑  Hinsley et al. 1984, p. 277.
103. ↑  Sweetman 2000, p. 169.
104. ↑  Ellis 1999, pp. 299–300.
105. ↑  Langenberg 1981, p. 91.
106. ↑  Sweetman 2000, pp. 162–163.
107. 1 2  Bishop 2012, p. 367.
108. ↑  Forsgren 2014, p. 155.
109. ↑  Forsgren 2014, pp. 156–157.
110. ↑  Koop & Schmolke 2014, p. 67.
111. ↑   «Tirpitz Museum». Consultado em 6 de fevereiro de 2022
112. ↑  Forsgren 2014, pp. 154–155.
113. ↑  Knowles 2018, p. 277.
114. ↑  Knowles 2018, p. 279.